# Cándido Macabi Véliz
Cándido Macabi Véliz (Guatemala, siglo XX-Izabal, 29 de abril de 2023) fue un futbolista guatemalteco. Como jugador se desempeñó como mediocampista ofensivo. Jugó en la Liga Nacional durante la década de 1970 y 1980 para los equipos Juventud Retalteca, Antigua G. F. C. y C. F. A. Izabal. Representó a su país en partidos amistosos.
Es conocido por ser el suegro de Marvin Ávila y abuelo de Marvin Ávila Jr, ambos futbolistas y representantes de la selección nacional de Guatemala.

## Equipos
| Club                          | País      |
| ----------------------------- | --------- |
| Juventud Retalteca            | Guatemala |
| Antigua Guatemala Fútbol Club | Guatemala |
| Club Fútbol Atlético Izabal   | Guatemala |